# Chisinau-pogromen
Chişinău-pogromen var en anti-jødisk pogrom, som fandt sted i Kishinev, hovedstaden i datidens Bessarabienprovins i Rusland (nutidens Chişinău i Moldova), den 6. og 7. april 1903. 47 jøder blev dræbt, 92 alvorligt såret og omkring 500 lettere såret og over 700 huse plyndret eller ødelagt. Efter pogromen tog udvandringen til Palæstina fart. I staten Israels historie benævnes det som anden aliyah.